# Lijst van beelden in Wageningen
Dit is een (onvolledige) chronologische lijst van beelden in Wageningen. Onder een beeld wordt hier verstaan elk driedimensionaal kunstwerk in de openbare ruimte van de Nederlandse gemeente Wageningen, waarbij beeld wordt gebruikt als verzamelbegrip voor sculpturen, standbeelden, installaties, gedenktekens en overige beeldhouwwerken.
Meer afbeeldingen zijn te vinden in de categorie Beelden in Wageningen op Wikimedia Commons.
| Geplaatst             | Titel of omschrijving                                                                        | Kunstenaar                      | Straat                                                       | Plaats     | Materiaal               | Coördinaten | Afbeelding |
| --------------------- | -------------------------------------------------------------------------------------------- | ------------------------------- | ------------------------------------------------------------ | ---------- | ----------------------- | ----------- | ---------- |
| 1722                  | Vrouwe Justitia                                                                              | Ignatius van Logteren           | Markt/Bovenop stadhuis                                       | Wageningen | Natuursteen             |             |            |
| 1924                  | Buste Ritzema Bos                                                                            | August Falise                   | Arboretum de Dreijen                                         | Wageningen |                         |             |            |
| 1926                  | De Zaaier                                                                                    | August Falise                   | Droevendaalsesteeg                                           | Wageningen | Kalksteen               |             |            |
| 1928                  | Prof. J.H. Aberson Eerste rector magnificus LH                                               | August Falise                   | Aula Wageningen Universiteit en Researchcentrum              | Wageningen | Brons                   |             |            |
| 1946                  | Monument voor de gevallenen                                                                  |                                 | Costerweg                                                    | Wageningen | Hout                    |             |            |
| 1947                  | Gedenksteen voor vijf oorlogsgetroffenen                                                     | D.C.A. van de Graaf             | Ritzema Bosweg 18                                            | Wageningen | Natuursteen             |             |            |
| 1951                  | Gedenksteen van de voormalige Middelbare Handelsdagschool                                    | Chris van den Ber               |                                                              | Wageningen | Natuursteen             |             |            |
| 1951                  | Nationaal Bevrijdingsmonument (In de volksmond bekend als ""De blote man, ook wel blote Jan) | Han Richters                    | 5 Mei Plein                                                  | Wageningen | Brons                   |             |            |
| 1951                  | Oologsmonument bij korfbalvereniging VADA                                                    |                                 | Dolderstraat 88                                              | Wageningen | Marmer                  |             |            |
| 1952                  | Sportmonument                                                                                | Ben Guntenaar                   | Mondriaanlaan                                                | Wageningen |                         |             |            |
| 1953                  | Muurreliëf in Scrafito                                                                       | Voskuil                         | Hesselink van Suchtelenweg 6/Laboratorium voor Landmeetkunde | Wageningen |                         |             |            |
| voor 1954             | Gevelrelief (titel Onbekend)                                                                 | Charles Eyck                    | Generaal Foulkesweg/voormalig ziekenhuis                     | Wageningen |                         |             |            |
| ca 1954               | Gevelreliëf voor Centrum voor Agro-Biologisch Onderzoek                                      | Fri Heil                        | Droevendaalsesteeg, achter het Radixgebouw op de Campus      | Wageningen |                         |             |            |
| Omstreeks 1962        | De Omhelzing                                                                                 | Ubbo Scheffer                   | Kennedyweg / Tarthorst                                       | Wageningen |                         |             |            |
| 12 juni 1963          | Fontein                                                                                      | Willem Berkhemer                | Markt                                                        | Wageningen | steen                   |             |            |
| 1964                  | Buste Carl Linnaeus                                                                          | Janny Baas                      | Arboretum De Dreijen                                         | Wageningen |                         |             |            |
| 1967                  | Aardstructuur                                                                                | Piet Slegers                    | Generaal Foulkesweg / Dreijenlaan                            | Wageningen |                         |             |            |
| 1968/1998             | Groei                                                                                        | Piet Slegers                    | Mansholtlaan, tuin universiteit                              | Wageningen |                         |             |            |
| 1977 (niet bevestigd) | Ontluikend leven                                                                             | Huub en Adelheid Kortekaas      | Generaal Foulkesweg 94                                       | Wageningen | cortenstaal             |             |            |
| 1977 of 1980          | Windkracht                                                                                   | Ubbo Scheffer                   | Pabstsendam / Grebbedijk                                     | Wageningen | Staal                   |             |            |
| 1983                  | Het gezin                                                                                    | Ubbo Scheffer                   | Walstraat / Nudestraat                                       | Wageningen | Hout / Cortenstaal      |             |            |
| 1985                  | Landschappelijke vorm                                                                        | Erzsike Mari                    | Campus UR                                                    | Wageningen | Gespoten staal          |             |            |
| 1987                  | Herdenkingsraam Bevrijding 1940-1945                                                         | Octave van Nispen tot Pannerden | Markt/Achterzijde kerk                                       | Wageningen | Glas in lood            |             |            |
| 1989                  | 't Lichtschip                                                                                | Hanshan Roebers                 | Costerweg                                                    | Wageningen | Beton / staal / glas    |             |            |
| 1990                  | Plaquette met reliefportret Joop Kerstiëns                                                   |                                 | Aan gevel Stadsbrink 373                                     | Wageningen |                         |             |            |
| 1993                  | Sign in Recline                                                                              | Norman Dilworth                 | Campus UR                                                    | Wageningen | staal                   |             |            |
| 1995                  | Tweedelig hert                                                                               | Iris le Rütte                   | Campus UR                                                    | Wageningen | brons                   |             |            |
| 1996                  | Hommage aan Gerrit Achterberg                                                                | Willem Berkhemer                | Emmapark / Nudestraat                                        | Wageningen | Graniet                 |             |            |
| 1996                  | Roos van Staal                                                                               | Rob Logister en Marie Raemakers | Campus UR                                                    | Wageningen | staal                   |             |            |
| 2000                  | De Levenspoort                                                                               | Yetty Elzas                     | Walstraat / Straelentoren                                    | Wageningen | Brons en natuursteen    |             |            |
| 2005                  | Plaquette met reliefportret Prins Bernhard                                                   | Hannah van Munster              | 5 Mei Plein                                                  | Wageningen | Brons                   |             |            |
| 2007                  | Wired                                                                                        | Thorbjoern Lausten              | Plantsoen 3                                                  | Wageningen | Staal / neonverlichting |             |            |
| 2008                  | Monument voor Walter Britford Dewe                                                           |                                 | Havenafweg                                                   | Wageningen | Natuursteen             |             |            |
| 2010                  | Nederlands-Indië monument De Waterlelie                                                      | Pim Wever                       | Nudestraat                                                   | Wageningen | Steen / staal           |             |            |
| 2011                  | Vrijheidsvuur                                                                                | Hanshan Roebers                 | Generaal Foulkesweg 1b                                       | Wageningen | Koper                   |             |            |
|                       |                                                                                              |                                 | Duivendaal                                                   | Wageningen | Staal                   |             |            |
|                       | Leermeester                                                                                  | Jan Preat                       | Leeuwenborch / Hollandseweg 1                                | Wageningen |                         |             |            |
|                       |                                                                                              |                                 | Dreijenlaan 9 - Scheikundegebouw                             | Wageningen |                         |             |            |

Open Monumentendag 2010 Wijngaart, M van den (red) Gebonden verbeelding, Wageningse beelden bij hun gebouwen, GAW, 79 p.